# Gabrielsonita
La gabrielsonita és un mineral de la classe dels fosfats, que pertany al grup de l'adelita-descloizita. Rep el nom en honor del mineralogista suec Olof Erik Gabrielson (Örebro, 10 de desembre de 1912 - 28 de gener de 1980) qui va estar a la Universitat d'Estocolm i més tard al Museu de Història Natural de Suècia.

## Característiques
La gabrielsonita és un arsenat de fórmula química PbFe(AsO₄)(OH). Va ser aprovada com a espècie vàlida per l'Associació Mineralògica Internacional l'any 1966. Cristal·litza en el sistema ortoròmbic. La seva duresa a l'escala de Mohs és 3,5.
Segons la classificació de Nickel-Strunz, la gabrielsonita pertany a «08.BH: Fosfats, etc. amb anions addicionals, sense H₂O, amb cations de mida mitjana i gran, (OH, etc.):RO₄ = 1:1» juntament amb els següents minerals: thadeuïta, durangita, isokita, lacroixita, maxwellita, panasqueiraïta, tilasita, drugmanita, bjarebyita, cirrolita, kulanita, penikisita, perloffita, johntomaïta, bertossaïta, palermoïta, carminita, sewardita, adelita, arsendescloizita, austinita, cobaltaustinita, conicalcita, duftita, nickelaustinita, tangeïta, gottlobita, hermannroseïta, čechita, descloizita, mottramita, pirobelonita, bayldonita, vesignieïta, paganoïta, jagowerita, carlgieseckeïta-(Nd), attakolita i leningradita.

## Formació i jaciments
Va ser descoberta a Långban, al municipi de Filipstad (Värmland, Suècia), on sol trobar-se associada a altres minerals com la nadorita, la finnemanita, la calcita, la barita i altres minerals del grup de la romeïta. Es tracta de l'únic indret de tot el planeta on ha estat descrita aquesta espècie mineral.